# HS Prizma Riga
HS Prizma Riga ( „Hokeja Kluba Prizma Riga“) je klub ledního hokeje z lotyšského hlavního města Rigy. Je účastníkem Latvijas hokeja līga. Sídlem je Volvo sporta centrs, která má kapacitu 2 000 diváků. Klubové barvy jsou modrá, červená a bílá.

## Historie
Klub byl založen v roce 1998. Hned ve své první sezóně klub skončil na sedmém místě. Svůj první a zatím jediný titul získal v roce 2014. V letech 2001 až 2003 hrál klub také v divizi B Východoevropské hokejové ligy . V roce 2002 se klub stáhl do druhé lotyšské ligy a dosáhl tam třetího místa. V sezóně 2003/04 vstoupil klub znovu na lotyšský šampionát jako syndikát se sportovní školou Helmuts Balderis pod názvem BHS Prizma Riga 86 a dosáhl sedmého místa. Poté znovu přesunuli tým zpět a hráli ve druhé divizi, zatímco junioři U18 z Lotyšské asociace se zúčastnili mistrovství U18. V sezóně 2008/09 se syndikát s Hanzou Riga dostal pod názvem HS Riga / Prizma-Hanza a v základní části skončil šestý. Od roku 2010 se tým z klubu znovu účastní lotyšské hokejové ligy. V sezóně 2013/14 se tým stal lotyšským šampiónem poprvé poté, co porazil vítěze dlouhodobé části HK Kurbads 4-2 ve finále série play-off. Klub se taky zúčastnil Lotyšského poháru, kde v roce 2016 vypadli ve čtvrtfinále a v roce 2017 v semifinále. HK Prizma Riga zastupoval Lotyšsko v Kontinentální poháru, kde se mu nepovedlo postoupit do závěrečné fáze.

## Historické názvy
1998 - LB Prizma Riga
2002 - Prizma Riga
2003 - BHS Prizma Riga
2008 - HS Riga / Prizma-Hanza
2010 - HK Prizma Riga

## Známí bývalí hráči
- Armands Bērziņš
- Edijs Brahmanis
- Kaspars Daugaviņš
- Ralfs Freibergs
- Guntis Galviņš
- Mārtiņš Karsums
- Artūrs Kulda
- Miķelis Rēdlihs
- Aleksejs Širokovs